# Nakajima Ki-12
Nakajima Ki-12 (яп. 中島 キ12) — проєкт винищувача Імперської армії Японії 1930-х років.

## Історія створення
Незважаючи на невдачу з прийняттям на озброєння літака Nakajima Ki-11, фірма Nakajima продовжила розробку швидкісних літаків. Розробка нового літака велась з допомогою фахівців французької фірми Dewoitine. З французької сторони проєктом керували  Роже Робер (фр. Roger Robert) та Жан Безо (фр. Jean Beziaud), з японської - Сігенобу Морі. Як взірець був використаний літак Dewoitine D.500J, а в основі проєкту був Ki-11. Залишивши фюзеляж від Ki-11, розробники використали двигун Hispano-Suiza 12Xcrs потужністю 610 к.с.
Щоб досягти найвищих показників літака, конструктори використали найновіші досягнення, багато з яких на японських літаках використовувались вперше. Так, на Ki-12 було використане гідравлічне шасі, що складалось, крило з щілинними закрилками, а також гарматне озброєння - на літак була встановлена 20-мм гармата, яка стріляла через розвал гвинта.
На випробуваннях літак продемонстрував прекрасні характеристики. Проте командування ВПС Імперської армії Японії із самого початку критично ставилось до проєкту. В середовищі військових йшла боротьба прихильників «маневрених» та «швидкісних» літаків.Прихильники «маневрених» літаків, які перемогли на той момент, вважали літак Ki-12 недостатньо стійким, маломаневреним (за японськими уявленнями), дорогим та складним. Крім того, з досвіду проблем фірми Kawasaki з ліцензійним випуском двигуна BMW-VI були сумніви у здатності японської промисловості налагодити випуск двигуна Hispano-Suiza 12Xcrs.
Зважаючи на ці фактори, армія відмовилась від Ki-12. Фірма Nakajima вирішила піти простішим шляхом, і спроєктувала варіант літака, який отримав назву Ki-12 Type P.E. з шасі, що не складалось, та радіальним двигуном повітряного охолодження, на базі якого був створений літак Nakajima Ki-27, який був запущений в серійне виробництво.

## Тактико-технічні характеристики

### Технічні характеристики
- Екіпаж: 1 чоловік
- Довжина: 8,30 м
- Висота: 3,45 м
- Розмах крил: 11,00 м
- Площа крил: 17,00 м ²
- Маса пустого: 1 400 кг
- Маса спорядженого: 1 900 кг
- Двигуни: 1 х Hispano-Suiza 12Xcrs
- Потужність: 610 к. с.

### Льотні характеристики
- Максимальна швидкість: 480 км/г
- Крейсерська швидкість: 420 км/г
- Дальність польоту: 800 км
- Практична стеля: 10 500 м

### Озброєння
- 1 х 20-мм гармата
- 2 х 7,7-мм кулемети «Тип 89»

## Модифікації
- Nakajima Ki-12 - прототип
- Nakajima Type P.E. - спрощений варіант з шасі, що не складалось та радіальним двигуном повітряного охолодження